# Trova yucateca

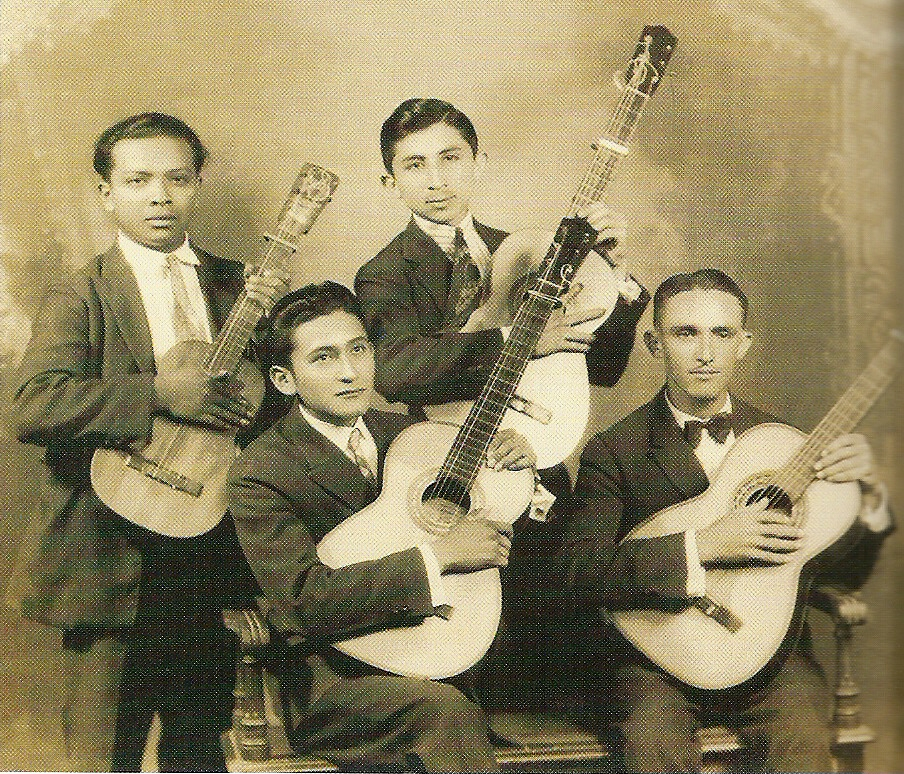
Trovadores 1928. Conjunto Pathe: (De pie) Lorenzo Trejo, Arturo Cámara. (Sentados) Carlos Canto, Roberto Rosado. Fotografía del Museo de la canción yucateca.

Con el nombre de trova yucateca o trova de Yucatán se denomina a ciertos aires musicales mestizos típicos de Yucatán, México, cuyo origen se remonta a finales del siglo XIX y principios del XX. Los géneros propios de la trova yucateca son básicamente tres: el bambuco, de origen colombiano; el bolero, de ascendencia cubana, y la clave.
Los compositores de este género incluyen en ocasiones valses, pasillos, habaneras e incluso jaranas (un género musical bailable de Yucatán, con orígenes en la Jota española). Los primeros intérpretes de la trova yucateca que alcanzaron la fama fueron Chan Cil, Ricardo Palmerín y Guty Cárdenas, quienes difundieron la música de la península yucateca y en los núcleos urbanos del México de principios del siglo pasado.

## Instrumental
El conjunto tradicional de la trova yucateca es el trío, compuesto por una guitarra que lleva la rítmica, el Tololoche (guitarrón bajo) y el requinto, un cordófono de seis cuerdas más pequeño que la guitarra común y con un sonido más agudo. De la década de los 50, por popularización en particular del trío Los Panchos el trío yucateco se modifica a una configuración de dos guitarras y un requinto, pero a partir de mediados de los 90 las nuevas generaciones de tríos han reincorporado en su mayoría el bajo, si bien como Tololoche, Contrabajo o Guitarra Baja, tratando de rescatar el sonido rítmico yucateco en yuxtaposición al sonido melifluo del bolero del centro del país.
En cuanto a la poesía, puede decirse que se distingue por su delicadeza y buen gusto, además de poseer una marcada proclividad por la temática romántica en la mayor parte de sus letras. No obstante, en muy pocas canciones se habla de fracasos o decepciones amorosas, más bien se enaltece al amor y a la mujer. A diferencia de la poesía de otros géneros vernáculos de México, en la trova yucateca las letras permanecen alejadas de la procacidad, de la vehemencia o de las aventuras y hazañas. El marco musical que las arropa representa una amalgama ideal para transmitir tan bello mensaje, pues los músicos y compositores yucatecos siempre se han distinguido por saber encontrar las notas, la cadencia y el fraseo adecuados para los poemas que son puestos en sus manos, para reflejar fielmente el alma de Yucatán. Entre los más connotados poetas que cultivaron y dieron forma a este género están Luis Rosado Vega, Ermilo Padrón, Ricardo López Méndez, Pastor Cervera y muchos más.

## Serenatas
Es ya una tradición el que se den serenatas de trova yucateca a la amiga, a la novia, a la hija, a la madre. En Mérida, Yucatán, al anochecer, se dirigen los que quieren "llevar" la serenata a la Plaza Grande de la ciudad, para encontrar y contratar al trío de su predilección,  - a escoger entre varias agrupaciones de diversos timbres vocales, repertorios y vestimenta - para transportarlos a la casa de la homenajeada a fin de ahí deleitarla -a ella y al vecindario- con un concierto de cinco o seis canciones. Del mismo modo, también es ya tradición, los jueves por la noche, concurrir a la Plaza de Santa Lucía en el centro de la ciudad de Mérida, para escuchar la serenata semanal que se ofrece gratuitamente para el público local y foráneo que concurre al sitio en buen número.

## Museo de la Canción Yucateca Asociación Civil
Hay, también en la ciudad de Mérida, un museo en donde se reúne y expone la historia y peculiaridades de la trova y en general de la música regional, fundado por la señora Rosario Cáceres, nieta del creador de la trova yucateca, Cirilo Baqueiro Preve (Chan Cil). Ahí, además de loarse a los poetas, compositores e intérpretes de este género musical se hacen representaciones públicas permanentemente.
Algunos intérpretes famosos de la trova yucateca: Orquesta Típica Yukalpetén, Trío TrovaNova, Los Juglares (Tupos), Trío Ensueño, Trío Los Emperadores, Trío Los Nobles, Trío "Los Duendes del Mayab", Pastor Cervera, Juan Acereto, Chalín Cámara, Armando Manzanero, Felipe Domínguez, Carlos Gil, Trío "Los Montejo", grupo "Las Águilas del Mayab" (Umán), Sergio Esquivel, Trío "Los Caminantes del Mayab", Trío "Los Condes", Luis Demetrio, Jorge Buenfil, Trío "Los Tres Yucatecos", Tony Espinosa, Maricarmen Pérez, y otros.

## Nuevas generaciones
La nueva Trova Yucateca
De igual manera, en el estado de Yucatán, nuevas generaciones se han encargado de mantener vivas las tradiciones musicales. En esta "nueva ola" destacan: Trío Trova Nova, Rodrigo de la Cadena, Grupo Yahal-Kab, Dueto "Hermanos Marrufo", María San Felipe, Trío Los Embajadores, Los Cuatro Armónicos, Emma Alcocer, Trío Despertar, Trío Semblanzas, Ensamble de Cuerdas Chan Cil del Centro Cultural de la Niñez Yucateca, Rondalla del Instituto Tecnológico de Mérida, Orquesta Jaranera del Instituto Tecnológico de Mérida, Orquesta Típica Infantil, entre otros.